# باري بلانشارد
باري بلانشارد هو متسلق الجبال كندي، ولد في 29 مارس 1959.